# Nobumoto Katanuma
 (décembre 2019).
Si vous disposez d'ouvrages ou d'articles de référence ou si vous connaissez des sites web de qualité traitant du thème abordé ici, merci de compléter l'article en donnant les références utiles à sa vérifiabilité et en les liant à la section « Notes et références ».
Nobutomo Katanuma est un militaire japonais.

## Biographie
Cousin de Takeda Nobutora, les détails de sa carrière sont obscurs. Impliqué dans un complot contre Takeda Shingen, celui-ci lui ordonne de se faire seppuku.